# Beitostølen

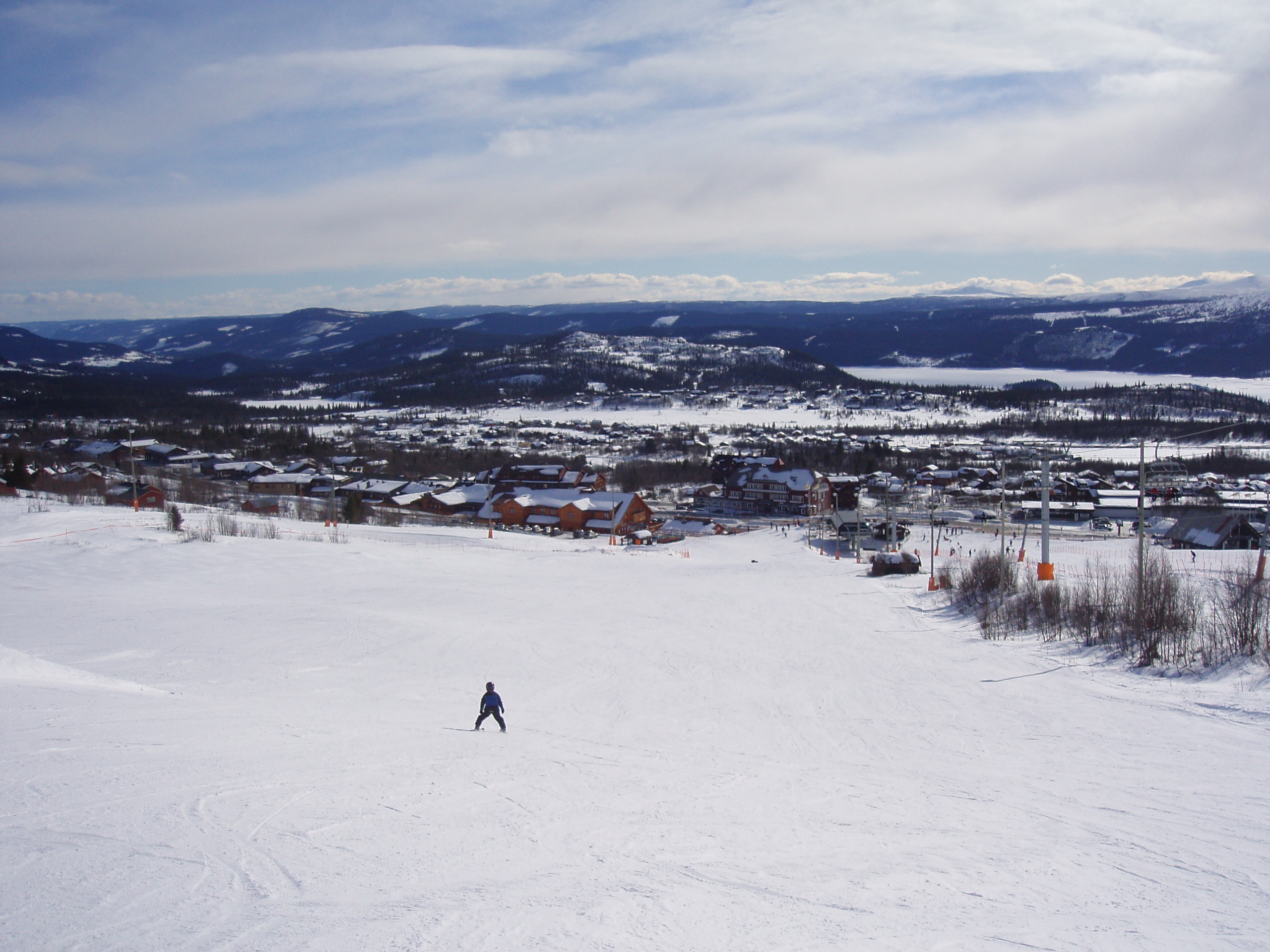
Beitostølen

Beitostølen ist ein norwegischer Wintersportort in der Kommune Øystre Slidre im Fylke Innlandet.

## Geografie
Beitostølen ist ein sogenannter Tettsted, also eine Ansiedlung, die für statistische Zwecke als eine städtische Siedlung gewertet wird und hat 342 Einwohner (Stand: 1. Januar 2024). Der Ort liegt am Rande des Jotunheimen-Gebirges auf rund 900 m ü. d. M. Durch Beitostølen verläuft der auch als Valdresflye bezeichnete FV51, der eine der 18 Norwegischen Landschaftsrouten bildet.
Beitostølen verfügt sowohl über ein alpines Skigebiet in Raudalen und ein Skizentrum mit Mittelgebirgsabfahrten im Ort als auch über mehr als 35 km Langlaufloipen; die Loipen im Ort werden bei der Austragung von Welt- oder Europacups im Langlauf und Biathlon genutzt.